# Lycoris squamigera
Espèce
Lycoris squamigera Maxim. est une espèce de plantes à bulbes de la famille des Amaryllidaceae.

## Description
Cette plante à bulbe donne à l'automne une floraison rose sur un haute tige nue. Dans leurs aires de répartition commune, elle peut être facilement confondue de loin avec une autre Amaryllidacée : Amaryllis belladonna. Lycoris squamigera s'en distingue principalement par la disposition plus espacée et irrégulière des pétales formant le calice de la fleur.
Comme les Amaryllis vraies, Lycoris squamigera fleurit sur une haute tige nue, ce qui le distingue aisément des Hippeastrum dont le feuillage pousse en même temps que la hampe florale.

Galerie d'identification
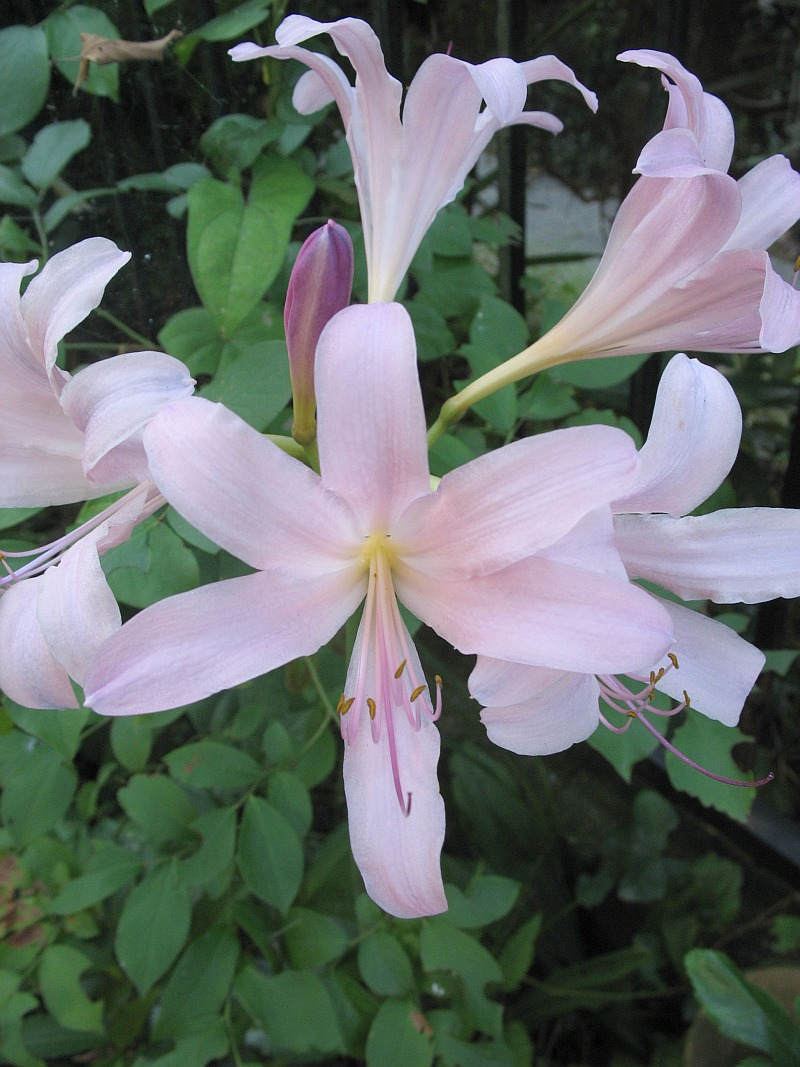
Fleurs de Lycoris squamigera.
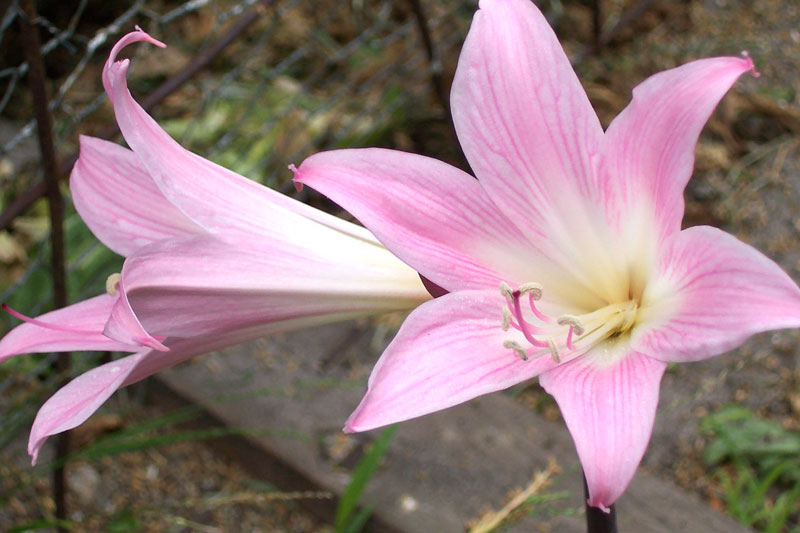
Fleurs d'Amaryllis belladonna.
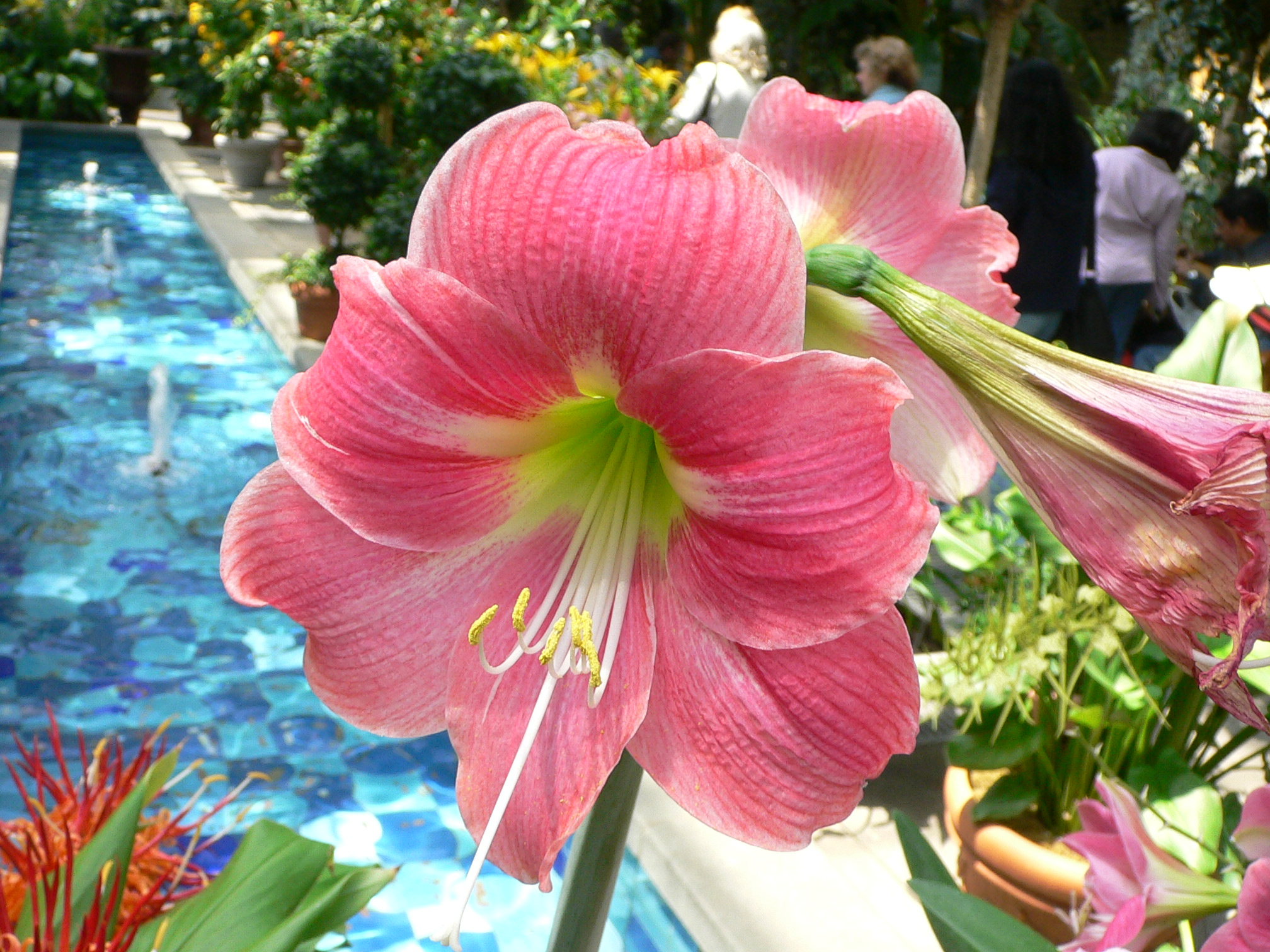
Fleurs d'un cultivar d'Hippeastrum.

## Classification
Cette espèce a été décrite en 1884 par le botaniste russe Carl Maximowicz (1827-1891).